# 秩父鐵道
秩父鐵道股份有限公司（日语：／ Chichibu Tetsudō */?），簡稱秩鐵，是一家總公司位於日本埼玉縣熊谷市，於埼玉縣北部擁有兩條鐵路線的民營鐵路公司（在日本被分類為中小私鐵之一），是日本各鐵路業者之中唯一在JASDAQ上市的公司。該公司的最大股東為太平洋水泥。

## 歷史
- 1899年（明治32年）：上武鐵道株式會社設立，總公司位於東京市日本橋區。
- 1901年（明治34年）：熊谷 - 寄居之間路段通車。
- 1916年（大正5年）：改名秩父鐵道株式會社。
- 1921年（大正10年）：北武鐵道羽生 - 行田（今行田市車站）間路段通車。
- 1922年（大正11年）：熊谷 - 行田之間路段通車，秩父鐵道與北武鐵道合併。
- 2022年3月12日，秩父鐵道在該公司的全部37座車站引入可使用PASMO、Suica等智慧卡的交通卡系統，並停止其中27座車站的櫃台服務[1][2][3][4][5]。
- 2024年5月23日，秩父鐵道向國土交通省關東運輸局申請調漲票價，並於2024年8月30日獲得核准，為該公司時隔28年再度調整票價；而此次票價的平均漲幅為12.8%，並於同年的10月1日實施[6][7][8][9][10][11]。

## 路線列表

路線圖（點擊放大）

| 中文線名 | 日文線名 | 起點 | 終點   | 距離（公里） |
| -------- | -------- | ---- | ------ | ------------ |
| 秩父本線 |          | 羽生 | 三峰口 | 71.7         |
| 三尻線   |          | 武川 | 三尻   | 3.7          |

## 外部連結
- 秩父鐵道官方網頁 （页面存档备份，存于）
- 秩父鐵道集團「秩父觀光興業株式會社」網頁 （页面存档备份，存于）